# EDtv
EDtv er en amerikansk komediefilm fra 1999 instrueret og produceret af Ron Howard og har Matthew McConaughey, Jenna Elfman, Woody Harrelson, Ellen DeGeneres, Martin Landau, Rob Reiner, Sally Kirkland, Elizabeth Hurley, Clint Howard and Dennis Hopper på rollelisten.

## Medvirkende
- Matthew McConaughey – Ed Pekurny
- Jenna Elfman – Shari
- Woody Harrelson – Ray Pekurny
- Martin Landau – Al
- Sally Kirkland – Jeanette
- Elizabeth Hurley – Jill
- Ellen DeGeneres – Cynthia
- Rob Reiner – Mr. Whitaker
- Dennis Hopper – Henry 'Hank' Pekurny
- Adam Goldberg – John

## Ekstern henvisning
- EDtv på Internet Movie Database (engelsk)
- EDtv på Filmdatabasen
- EDtv på Scope
- EDtv i Svensk Filmdatabas (svensk)
- EDtv på AlloCiné (fransk)
- EDtv på MovieMeter (nederlandsk)
- EDtv på AllMovie (engelsk)
- EDtv hos American Film Institute (engelsk)
- EDtvs profil hos Encyclopædia Britannica Online (engelsk)
- EDtv på Turner Classic Movies (engelsk)